# Traper z Kentucky
Traper z Kentucky (ang. The Kentuckian) – amerykański western z 1955 roku w reżyserii Burta Lancastera. (Film ten był jego reżyserskim debiutem)

## Fabuła
Lata dwudzieste XIX wieku, Kentucky. Traper i zwiadowca Elias Wakefield (Burt Lancaster) jest zaniepokojony tym, że jego rodzinne strony stają się coraz bardziej cywilizowane. Postanawia wraz z synem wyruszyć do dzikiego Teksasu. Po drodze dołącza do nich Hanna (Dianne Foster), której obecność zmienia wiele planów trapera. Sytuacja komplikuje się jeszcze bardziej, kiedy Eliasem zaczyna się interesować inna kobieta.

## Obsada
- Burt Lancaster - Elias Wakefield
- Donald MacDonald - Eli Wakefield
- Dianne Foster - Hannah Bolen
- Diana Lynn - Susie Spann
- John McIntire - Zack Wakefield
- Una Merkel - Sophie Wakefield
- John Carradine as Ziby Fletcher
- Walter Matthau - Stan Bodine